# Песец
Песе́ц, или полярная лисица (лат. Vulpes lagopus, [syn.  Alopex lagopus] от др.-греч. ἀλώπηξ «лисица» и λᾰγώπους «зайценогая») — вид хищных млекопитающих семейства псовых, обычно относимый к роду лисиц (иногда выделяется в отдельный род Alopex).
Небольшой хищник, по виду напоминающий лису. Длина тела составляет 46,5—73 см, длина хвоста около 25—52 см. Масса составляет 2—8,8 кг. Тело удлинённое, хвост составляет около половины длины тела, у стоящего животного достигает земли. Голова вытянутая. Уши широко расставленные, длинные, но слабо выступающие из зимнего меха, вершины ушей закруглённые. Единственный представитель псовых, который имеет ярко выраженный сезонный диморфизм в окраске. Зимний мех белый, летний — тёмный со светлыми подпалинами. Существует морфа голубых песцов, мех которых одноцветен, цвет зимой и летом меняется очень незначительно, варьирует от песочной, серой и светло-кофейной до тёмно-пепельной с голубоватым оттенком. В природе живёт в среднем 3—4 года.
Ареал включает в себя арктические и тундровые районы Северной Америки и Евразии, горные тундры Фенноскандии, острова Северного Ледовитого, северной части Атлантического и Тихого океанов. Для обитания предпочитает участки открытой тундры с холмистым рельефом, также поселяется на возвышенных берегах водоёмов. В основном живёт в самостоятельно выкопанных норах, которые со временем расширяются до сложных лабиринтов с большим количеством входов. При недостатке пищи часто совершает кочёвки, иногда протяжённостью более 1000 км.
Всеяден, но основу питания составляет животная пища. На большей части ареала в рационе преобладают мелкие грызуны, такие как лемминги и полёвки. Кроме того, песец употребляет в пищу птиц, рыбу и отходы рыболовства. На побережьях его рацион дополняется выброшенными тушами морских млекопитающих. Также в его питании присутствуют ягоды, отдельные виды осок и злаков, морские водоросли и грибы.
Среди млекопитающих песец обладает самым теплоизолирующим мехом. Песец является важным объектом меховой промышленности.
Общее количество особей оценивается в несколько сотен тысяч. Международный союз охраны природы относит песца к видам, вызывающих наименьшие опасения.

## Описание и внешний вид
Песец — небольшой хищник, по виду напоминающий лису. Длина тела составляет 46,5—73 см, длина хвоста около 25—52 см. Масса составляет 2—8,8 кг. Половой диморфизм в размерах тела выражен слабо, самцы вырастают несколько крупнее самок. Тело удлинённое, хвост составляет около половины длины тела, у стоящего животного достигает земли. Голова вытянутая. Уши широко расставленные, длинные, но слабо выступающие из зимнего меха, вершины ушей закруглённые. Зрачок продолговатый. Может издавать весьма разнообразные звуки, обычный голос похож на хриплый собачий лай.

Линяет два раза в году: с конца февраля по июнь и в августе—сентябре. У песца, единственного из псовых, есть резко выраженный сезонный диморфизм в окраске шерсти. Зимний мех белый, летний мех тёмный со светлыми подпалинами. Зимний мех очень длинный, густой, пышный и мягкий, летний мех густой, мягкий и короткий. Половых различий в окраске нет, возрастные различия весьма значительны. Существует морфа голубых песцов, мех которых одноцветен, цвет зимой и летом меняется очень незначительно, варьирует от песочной, серой и светло-кофейной до тёмно-пепельной с голубоватым оттенком. Белые песцы преобладают на материковой части ареала, голубые преобладают на некоторых островах, редко встречаются на материке.
Зубная формула: {\textstyle I{\frac {3}{3}}C{\frac {1}{1}}P{\frac {4}{4}}M{\frac {2}{3}}=42}. Зубы некрупные. Хищные хорошо развиты. Клыки массивные, изогнутые, укороченные. Череп по форме является переходным между черепами видов родов волков и лисиц. Череп компактный, массивный, умеренно высокий, лицевой отдел умеренно вытянут и относительно короче чем у других видов рода лисиц. Его максимальная длина у самцов 127—144,3 мм, у самок — 119—136 мм, скуловая ширина у самцов 63—78 мм, у самок — 61—77 мм. Шейные позвонки и кости конечностей имеют такое же строение, как у представителей рода волков, но их размеры значительно меньше. Атлант более стройный, максимальная длина 37—43 мм. Кости конечностей стройные, длина плечевой кости 98—121 мм, длина бедренной 95—116 мм.
Фиалковая железа не развита. Сосков от 5 до 8 пар. У самцов присутствует бакулюм длиной 59 мм. Песец имеет 48—50 хромосом, фундаментальное число — 90—92.

## Распространение и среда обитания
Ареал песца включает в себя арктические и тундровые районы Северной Америки и Евразии и горные тундры Фенноскандии, острова Северного Ледовитого, северной части Атлантического и Тихого океанов. Высота обитания до 3000 м. Ареал состоит из зоны размножения, включающей тундру и арктические пустыни, и зоны кочёвок и зимовок, простирающейся к северу во льды Северного Ледовитого океана и к югу в лесотундру и северную тайгу.
Для обитания предпочитает участки открытой тундры с холмистым рельефом, также поселяется на возвышенных берегах водоёмов. В основном живёт в самостоятельно выкопанных норах, которые зимой используются для укрытия, а в период размножения для взращивания потомства. Роет норы на буграх и склонах, в горах устраивает норы в расщелинах скал, иногда занимает норы сурков. Норы обычно сооружаются в 100—500 м от водоёмов. Норы используются ежегодно и со временем значительно расширяются, образуя сложные лабиринты со множеством входов. Площадь территории норы может превышать 50 м2 и содержать до 100 входов. Из-за аэрации почвы и удобрения остатками пищи и экскрементами, вокруг нор образуется характерное растительное сообщество, вследствие чего в сухой тундре территории нор заметны при аэрофотосъёмке.
Песцы часто совершают миграции при недостатке пищи, которые могут быть так спорадическими, так и сезонными, происходящими поздней осенью — ранней зимой или весной. Длина маршрута кочёвки может быть до 1000 км и более. В миграциях принимают участие и самцы, и самки, дальние миграции совершают преимущественно самцы. Во время кочёвки песец в среднем проходит 20—30 км в день.

## Филогенетика и систематика
Филогенетически песцы отличаются от видов рода лисиц не больше, чем те виды отличаются между собой, но песцов иногда выделяют в отдельный род Alopex. Вероятно, современный вид произошёл от вида-предка, жившего в среднем плейстоцене в Евразии. В позднем плейстоцене граница ареала была значительно южнее, чем в настоящее время, достигая в Евразии Крыма, Алтая, Испании, юга Франции и Румынии.
Впервые вид описал Карл Линней в 1758 году, относя песца к роду волков (Canis). В 1816 году Лоренц Окен отнёс вид к роду лисиц (Vulpes), в 1829 году Иоганн Кауп выделил вид в отдельный род Alopex. Русское название «песец» образовано от слова «пёс», встречается уже в Ипатьевской летописи XV века под 1160 годом, у Герберштейна в 1526 году и в таможенных книгах Московского государства XVII века.
Вследствие сравнительно небольшой площади ареала, отсутствия резких различий в условиях существования, частых миграциях песца (в том числе по льду между островами и материками), пространственная изменчивость выражается незначительно и обусловлена преимущественно изоляцией популяций на отдельных островах. Выделяют восемь подвидов:
- Vulpes lagopus beringensis (Merriam, 1903) — обитает на острове Беринга и Командорских островах в Беринговом море.
- Vulpes lagopus fuliginosus (Bechstein, 1799) — обитает в Исландии.
- Vulpes lagopus groenlandicus (Bechstein, 1799) — обитает в Гренландии.
- Vulpes lagopus hallensis (Merriam, 1900) — обитает на острове Галля в Беринговом море.
- Vulpes lagopus lagopus (Linnaeus, 1758) — обитает на большей части ареала.
- Vulpes lagopus pribilofensis (Merriam, 1903) — обитает на острове Святого Георгия и островах Прибылова в Беринговом море.
- Vulpes lagopus spitzbergenensis (Барретт-Гамильтон[англ.] и Бонхот[англ.], 1898) — обитает на Шпицбергене.
- Vulpes lagopus ungava (Merriam, 1903) — обитает на полуострове Унгава в Канаде.

## Образ жизни
Песец сохраняет свою активность в течение всего года. Летом активен в любое время суток, осенью и зимой ведёт в основном ночной образ жизни.
В районах, где мелкие грызуны (в основном лемминги, а также полёвки) составляют основу питания песцов, наблюдаются циклы чередования пиков популяции песцов и грызунов. Когда грызунов много, песцы из-за обилия пищи увеличивают свою популяцию и истребляют грызунов, затем уменьшение популяции грызунов приводит к уменьшению популяции песцов, затем уменьшение популяции песцов приводит к увеличению популяции грызунов. В среднем такой цикл продолжается от трёх до пяти лет. Реакция изменения популяции песцов на изменение популяции грызунов имеет временную задержку в один год, при этом изменение размера помёта не имеет временной задержки. Существующая система колебания количества песцов и леммингов влияет и на хищных птиц в экосистеме, например на миграцию белой совы, основу питания которой также составляют лемминги. Выраженность колебаний количества песцов зависит от кормовой базы (присутствия альтернативных источников пищи) и меняется от региона к региону. Например, в Исландии не присутствует ни леммингов, ни полёвок, а подобный цикл наблюдаются только у тундряной куропатки (в 10 лет), незначительно влияющей на популяцию песцов, и из-за этого регулярные межгодичные колебания популяции песцов там не выражены. В свободных ото льда прибрежных районах и вблизи птичьих базаров таких колебаний не наблюдается, так как основу питания составляют не грызуны, а стабильные источники пищи, подверженные только сезонным колебаниям.
Главным естественным врагом песца является обыкновенная лисица, с которой песец неспособен конкурировать из-за своего меньшего размера. На песцов нападают волки и росомахи, белые медведи, часто нападают ездовые и пастушьи собаки, крупные виды обитающих в Арктике хищных птиц, чаек, поморников, также во́роны убивают молодняк песцов.

### Размножение и жизненный цикл
Гон проходит с середины февраля по март, течка длится до 12—14 дней (и совпадает по времени с началом весенней линьки), беременность длится 49—56 дней. Размер помёта сильно меняется в зависимости от кормовых условий в конкретный момент и может быть до 19 детёнышей (максимальный размер помёта во всём отряде хищных). Значительная амплитуда размера помёта отмечается преимущественно в районах с циклическими изменениями численности грызунов. В одном из наблюдений на территориях, где такие циклы не фиксируются, размер помёта не превышал 12 детёнышей. В другом случае, у популяций, находящихся рядом с птичьими базарами, размер помёта составил не более 10 детёнышей. У других псовых нет такой сильной зависимости размера помёта от кормовых условий, как у песца, и у них он зависит в первую очередь от размера животного и социального поведения. Песцы обычно образуют моногамные семьи, редко наблюдаются случаи полигамных семей. В отличие от остальных псовых, семьи песцов крайне редко включают в себя дополнительных нерепродуктивных членов, и их вклад в обеспечении детёнышей пищей мал.
Щенята рождаются в мае—июне, весом от 60 до 85 г, длина туловища 11—13 см, хвоста — 4,2—6 см. Новорождённые песцы имеют тёмный бурый мех. Глаза прорезаются на 9—13 день жизни, одновременно открываются наружные отверстия слуховых проходов, зубы начинают прорезаться с возраста 12—15 дней. Все молочные зубы прорезываются к 27—28 дню. Лактация продолжается в течение 1,5—2 месяца, с месяца щенков уже прикармливают мясом. Щенята начинают выходить из норы с 3—4 недели, линька, во время которой песец сбрасывает тёмную шкурку, происходит на восьмую неделю, молочные зубы меняются на постоянные в конце лета, песцы становятся самостоятельными в 12—14 недель, достигают размера взрослого животного в течение 14—28 недель, становятся половозрелыми в 9—10 месяцев. В природе средняя продолжительность жизни составляет 3—4 года, но может достигать 9—10 лет, известен случай, когда в зоопарке песец дожил до 20 лет.
На зверофермах песца могут гибридизировать с обыкновенной лисицей, полученные гибриды будут жизнеспособными, но бесплодными. Случаи гибридизации в дикой природе не задокументированы.

### Питание
Песец всеяден, более прожорлив и неразборчив к пище, чем обыкновенная лисица, при этом основу питания всё же составляет животная пища. Для песца обычны длительные периоды голодания. Питание от региона к региону сильно отличается. Так же как для лисиц, для песцов характерно пожирание несъедобных предметов. Голодный песец может съесть до 0,5 кг мяса, сала или рыбы за одно кормление. У песцов сильно выражен каннибализм. На большей части ареала основу питания песца составляют мелкие грызуны, такие как лемминги и полёвки. Остальными источниками пропитания песец пользуется практически только в годы с низкой популяцией леммингов. Песец охотится на птиц, ловит их чаще весной и летом, разоряет гнёзда. Песец часто ест рыбу, также часто питается отбросами рыболовства. Песцы часто следуют за стадами оленей, поедая слабых и павших, на копках оленей охотятся на грызунов, часто следуют за белыми медведями и волками, поедая останки убитых ими животных. На островах и побережьях песец питается выброшенными на берег тушами морских млекопитающих и птиц, также подбирает выброшенных морем рыб, часто охотится на птичьих базарах. Редко поедает насекомых и амфибий. Может питаться ягодами, отдельными видами осок и злаков, морскими водорослями, грибами. Вблизи посёлков и городов питается со свалок. Когда пищи много, делает запасы.

## Физиология
Среди млекопитающих песцы обладают самым теплоизолирующим мехом. Также в качестве адаптаций к суровому холодному климату выступают характерные черты животного: короткие морда, уши и конечности, небольшое округлое туловище, покрытые мехом подошвы лап. Капиллярная сетка в коже подушечек лап предотвращает замерзание при стоянии на снегу, температура которого может составлять −40… −30 °C. Зимой и во время голодания замедляется метаболизм. Энергетические потребности летом (220—240 ккал на кг массы тела) в 2,75 раз больше, чем зимой (70—80 ккал на кг массы тела). Основной обмен в ноябре—феврале составляет 35—110 ккал/кг0,75. Во время голодания зимой основной обмен может снижаться на 40—50 %. Зимний мех в два раза длиннее летнего, 70 % зимнего меха составляет подшёрсток. Участки тела, соприкасающиеся со снегом при ходьбе или лежании (подушечки лап, задняя часть голеней и бока туловища) наиболее интенсивно зарастают мехом зимой, а те части тела, которые не соприкасаются со снегом и не подвержены влиянию окружающей среды (дистальная часть ног, голова и брюхо) зимой мехом практически не зарастают. С точки зрения терморегуляции небольшой размер тела песца является недостатком, так как густота меха должна быть относительно небольшой, чтобы мех не затруднял движение, также отношение площади поверхности тела к объёму тела больше у животных с небольшим размером, что означает большие теплопотери. Содержание жира в теле зависит от сезона, зимой варьируется от 3 до 38 %.

### Заболевания
Песцы являются основными переносчиками зоонозного арктического штамма бешенства. Вирус может передаваться человеку, но случаи заражения фиксируются очень редко, во-первых, из-за малой плотности населения в арктическом регионе, во-вторых, из-за того, что песцы не могут прокусить толстую зимнюю одежду, в третьих, из-за практической невозможности лабораторной диагностики. Ранее представляла опасность передача вируса ездовым собакам, а от них передача людям, но в настоящее время из-за распространения практики вакцинации собак, опасность заражения заметно снизилась. Эпизоотии бешенства наблюдались в большинстве материковых популяций. Также песцы являются переносчиками болезни Ауески. В природе песцы подвержены лептоспирозу, на зверофермах и в питомниках подвержены паратифам. Почти все песцы заражены различными эндопаразитами. Песцы являются переносчиками клещей. Могут передавать человеку различные гельминтозы, туляремию и бруцеллёз.

## Взаимодействие с человеком
Песец является главным объектом меховой промышленности в зоне тундры. Наиболее ценен мех голубого песца. Распространена как охота, так и разведение на зверофермах. В Гренландии, Канаде, России, на Шпицбергене и Аляске отлов ограничивается системой государственного лицензирования и осуществляется в определённый сезон. В континентальной Норвегии, Швеции и Финляндии песец находится под государственной охраной. Охота с использованием ружья применяется сравнительно редко и делится на несколько видов: охота с подхода (когда охотник приближается к песцу на расстояние выстрела), охота в засидке (во время осенних миграций песцов в местах их скопления) и охота с собакой (на кочующих песцов в лесной местности). Этот метод возможен только в светлое время суток, поэтому в тундровой зоне его преимущественно практикуют до начала или после завершения полярной ночи.
В процессе разведения голубых песцов различают два типа: серебристый и вуалевый (норвежский), которые отличаются по окраске подпуши. У серебристого песца окраска варьируется от светло-голубой до тёмно-голубой, а подпушь имеет серый цвет. Остевые волосы обладают неокрашенной зоной над подпушью, что придаёт окраске серебристый оттенок; часть волос может быть полностью пигментирована, и их количество колеблется от 4—5 % до 100 %. У вуалевых песцов подпушь почти белая на кончиках и голубая у основания, остевые волосы почти прямые и формируют тёмный венец (вуаль) за счёт пигментированных кончиков, полностью пигментированные волосы встречаются крайне редко. Клеточное разведение диких белых песцов возможно только в хозяйствах Заполярья. Согласно наблюдениям 1962 года, при попытке разведения диких белых песцов в зверосовхозе на юге Краснодарского края у самок не наблюдалось течки в течение двух сезонов из-за резкого изменения светового режима.

### В культуре коренных народов Севера
Песцовые шкуры составляли основу ясачных сборов с ненецкого населения и также использовались ненцами для шитья женских шапок. Мясо песца нередко использовалось ненцами в пищу, особенно в голодные годы. Охота на песца делится на летний (добыча крестоватиков и норников) и зимний сезоны. Основные методы охоты включают использование слопцов, капканов, ружей и летнее раскапывание нор. В декорировании женских бакарей и унтаек распространён орнамент «Нохо’ лэмбара», изображающий грудную кость песца.
На финском языке северное сияние называется «revontulet», что в переводе означает «огненная лиса». Это название связано с мифом, согласно которому песцы, мчащиеся по небу, касались гор и создавали искры, которые освещали небосвод. В другой версии мифа хвосты этих животных поднимали снежинки в воздух, которые, отражая лунный свет, образовывали северное сияние.

## Угрозы виду и охрана
Общее количество особей оценивается в несколько сотен тысяч. В целом, состояние вида на большей части ареала хорошее, но МСОП испытывает беспокойство по поводу ситуации в Фенноскандии, где c 1920-х годов популяция сохраняется в критически небольшом количестве, несмотря на государственную охрану и усилия, прилагаемые для восстановления. По оценке 1994 года, на территории Швеции было лишь 40—80 особей. Песцы находятся под государственной охраной в Швеции с 1928 года, в Норвегии с 1930 года и в Финляндии с 1940 года. В качестве возможных причин снижения популяции выдвигалась неспособность конкурировать с обыкновенной лисицей, усугублённая сокращением охоты на неё, оскуднение кормовой базы песца из-за истребления северных оленей в Фенноскандии, пропуск лет с пиками численности леммингов, снижение доступности туш крупных копытных из-за истребления волков, распространение новых паразитов и заболеваний, например саркоптоза. Также под угрозой находятся популяции на изолированных островах в Беринговом море, в частности на острове Медном, островах Прибылова и острове Святого Павла.
Долгое время основным фактором смертности являлась охота за мехом, но из-за высокой репродуктивной способности песцы могли сохранять свою популяцию на большей части ареала. В последние несколько десятилетий интенсивность меховой промышленности заметно снизилась. На некоторых территориях, в частности на некоторых Алеутских островах, песец целенаправленно отстреливается в рамках программ по защите популяций птиц. Арктической экосистеме в целом угрожает глобальное потепление. В краткосрочной перспективе тёплые зимы приводят к пропуску лет с пиками численности леммингов. В долгосрочной перспективе потепление приводит к продвижению на север доминантных хищников, с которыми песец неспособен конкурировать, наиболее опасна для песца обыкновенная лисица. Это в совокупности приводит к сильному смещению южной границы ареала песца на север и уменьшению популяции. На песца, так же как и на других животных в экосистеме, негативно влияет загрязнение арктического региона стойкими органическими загрязнителями, песцы в природе поедают мусор антропогенного происхождения.